# Колундаевское сельское поселение
Колундаевское сельское поселение — муниципальное образование в Шолоховском районе Ростовской области. 
Административный центр поселения — хутор Колундаевский.

## Административное устройство
В состав Колундаевского сельского поселения входят:
- хутор Колундаевский;
- хутор Алимовский;
- хутор Ващаевский;
- хутор Гороховский;
- хутор Кобызевский;
- хутор Солдатовский;
- хутор Ушаковский;
- хутор Черновский.

## Население
| 2010  | 2012  | 2013  | 2014  | 2015  | 2016  | 2017  |
| ----- | ----- | ----- | ----- | ----- | ----- | ----- |
| 1760  | ↘1722 | ↘1704 | ↘1656 | ↘1634 | ↗1643 | ↘1641 |
| 2018  | 2019  | 2020  | 2021  |       |       |       |
| ↘1604 | ↘1550 | ↗1553 | ↘1510 |       |       |       |